# Àrea Recreativa Nacional del Llac Mead

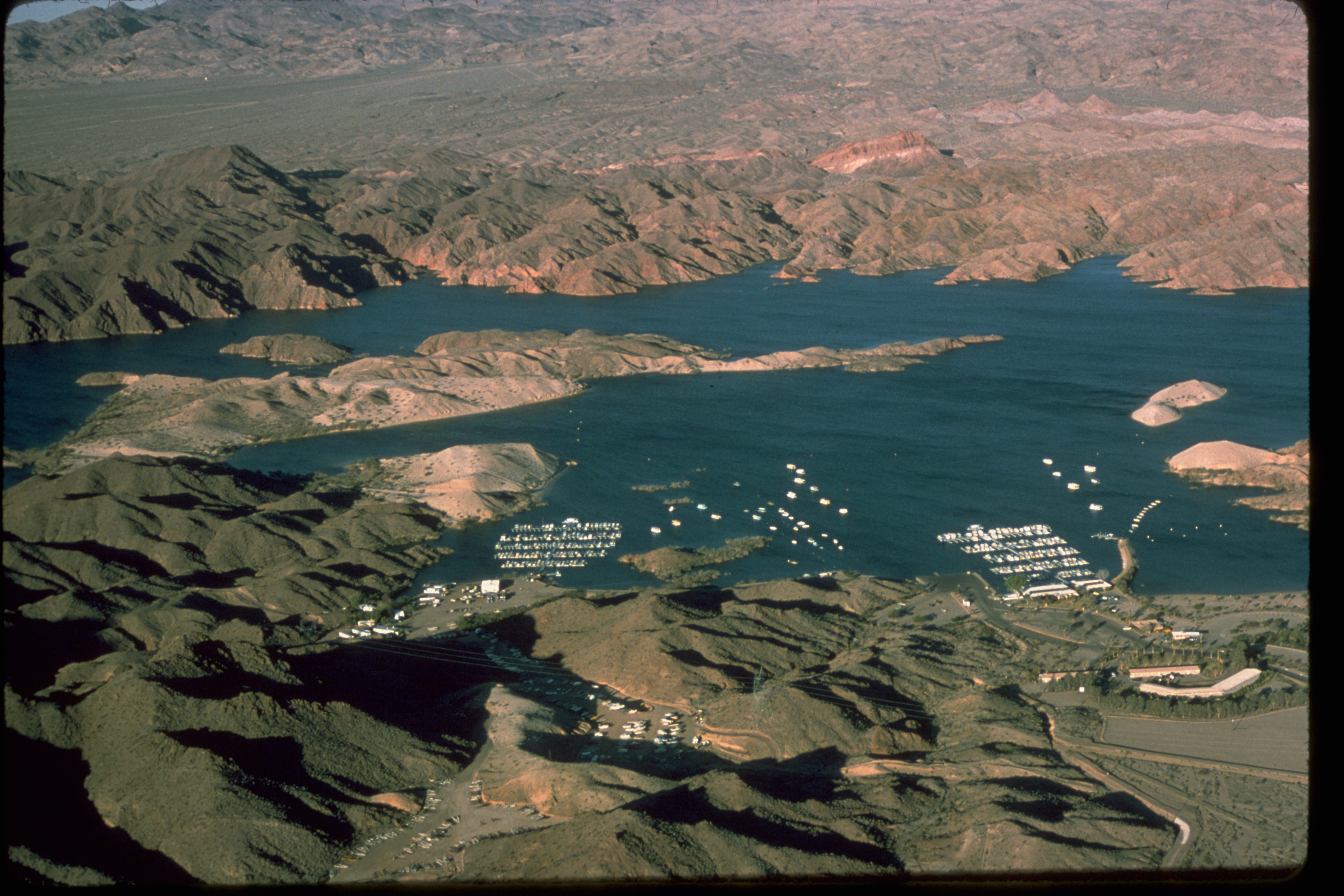
Un port esportiu del llac Mead

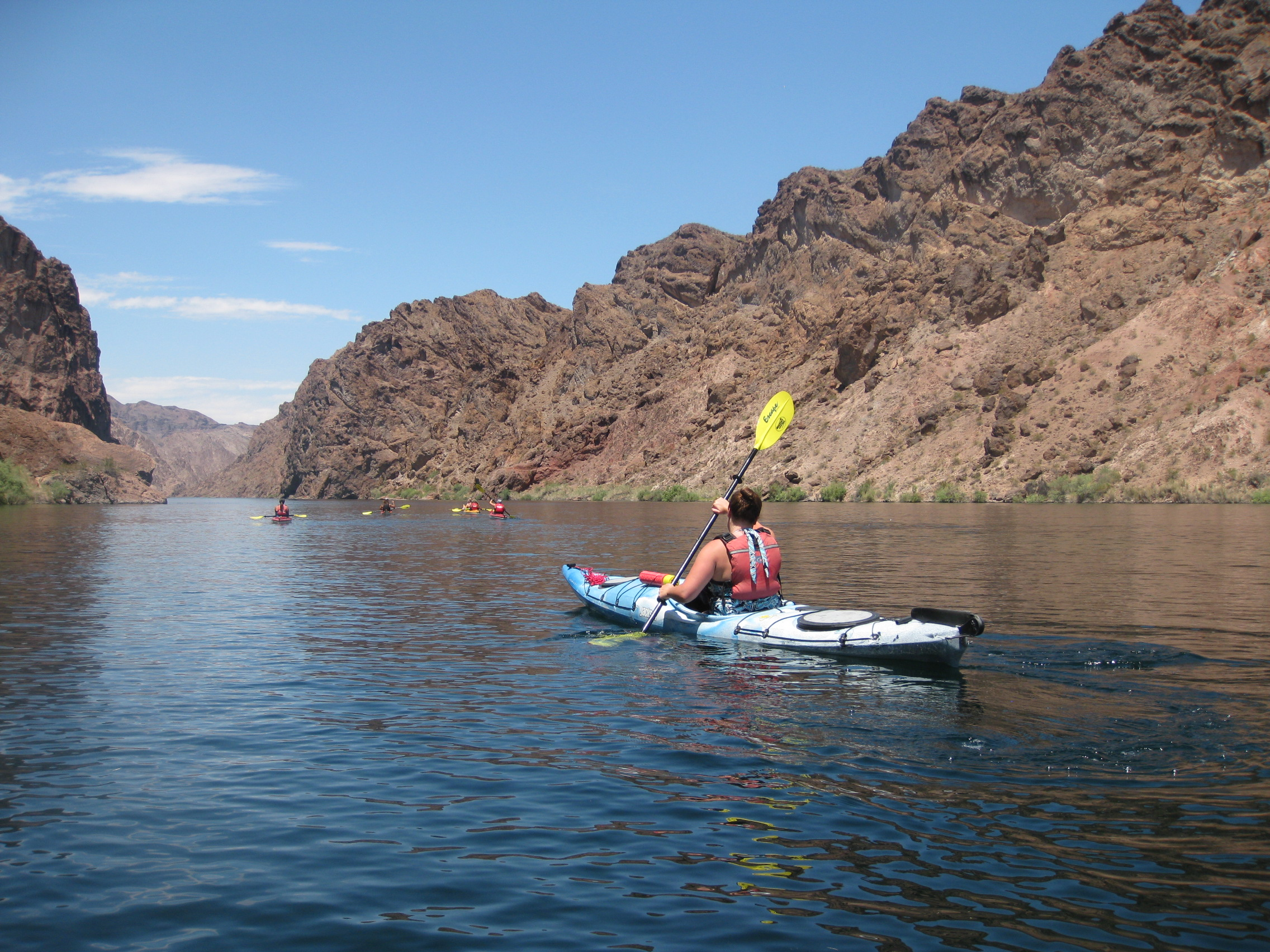
Un caiac al riu Colorado entre la Presa Hoover i el llac Mohave

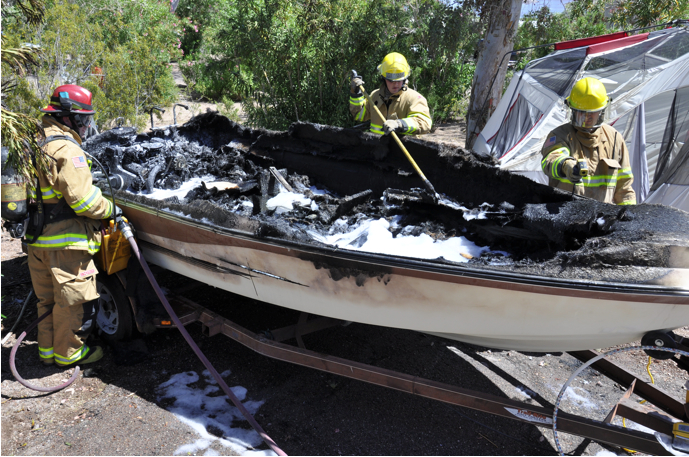
Uns park rangers del Servei de Parcs Nacionals i bombers municipals de Boulder City (Nevada) en extingir un incendi d'una llanxa situada en un càmping a la riba del llac Mead

L'Àrea Recreativa Nacional del Llac Mead (Lake Mead National Recreation Area) és una unitat del Servei de Parcs Nacionals al comtat de Clark (Nevada) i el comtat de Mohave (Arizona) al sud i a l'est de Las Vegas. Amb 6,3 milions de visitants el 2012, és el cinquè parc més visitat del National Park Service. L'àrea recreativa segueix el riu Colorado des del límit occidental del Parc Nacional del Gran Canyó fins just al nord de les ciutats de Laughlin (Nevada) i Bullhead City (Arizona). Inclou el llac Mead (Lake Mead), un embassament creat per la Presa Hoover (Hoover Dam), i el llac Mohave (Lake Mohave), més petit però de la mateixa manera creat per la Presa Davis (Davis Dam), així com el terreny del desert circumdant i els espais naturals. L'àrea ocupa 605.274 hectàrees. L'aigua cobreix prop de 75.000 hectàrees.
La formació del llac Mead va iniciar el 1935, menys d'un any abans d'acabar la construcció de la Presa Hoover. L'àrea que envolta el llac Mead es va establir com l'Àrea Recreativa de la Presa Boulder (Boulder Dam Recreation Area) el 13 d'octubre de 1936. L'11 de gener de 1964, l'àrea va ser ampliada per incloure el llac Mohave i els seus voltants, convertint-se així en la primera àrea recreativa nacional dels Estats Units. Aproximadament 84.358 hectàrees de l'àrea recreativa es gestionen per separat com a part del Monument Nacional Parashant-Gran Canyó (Parashant-Grand Canyon National Monument) establert el 2000.
El llac Mead i llac Mohave així com les seccions intermèdies del riu Colorado ofereixen fantàstiques oportunitats per practicar moltes formes de recreació aquàtica incloent la navegació esportiva, la natació i la pesca. L'àrea recreativa també compta amb rutes de senderisme amb vistes del paisatge del desert circumdant. Tres dels quatre ecosistemes desèrtics que es troben als Estats Units- els deserts de Mojave, de la Gran Conca i de Sonora- es troben a l'àrea recreativa. Les visites a la Presa Hoover, que són administrades per l'Oficina de Reclamació (Bureau of Reclamation), constitueixen una gran atracció també.

## Espècies de peixos
Entre els llocs per a la pesca esportiva als Estats Units, els llacs Mead i Mohave es compten entre les zones de primer nivell del país. Pescadors esportius venen per aquestes oportunitats incomparables com que les següents espècies es troben en els dos llacs:
- perca americana (Micropterus salmoides)
- llobarro atlàntic ratllat (Morone saxatilis)
- crappie (gènere Pomoxis)
- truita arc de Sant Martí o truita arc iris (Oncorhynchus mykiss)
- peix gat americà (Ictalurus punctatus)
- bluegill (Lepomis macrochirus)

## Àrees salvatges

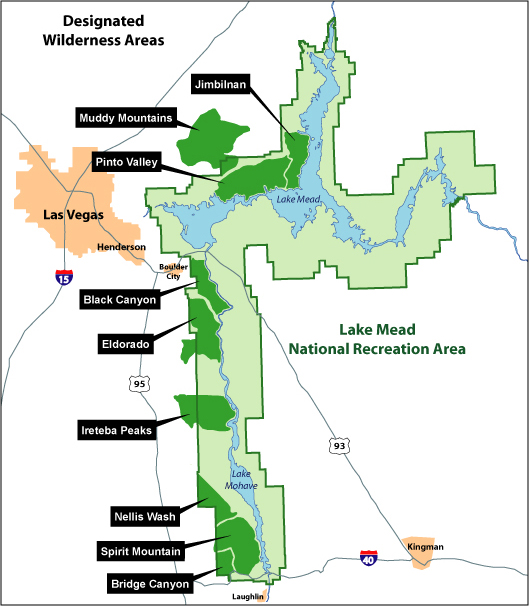
Un mapa de les nou àrees salvatges localitzades totalment o parcialment a l'Àrea Nacional Recreativa del Llac Mead

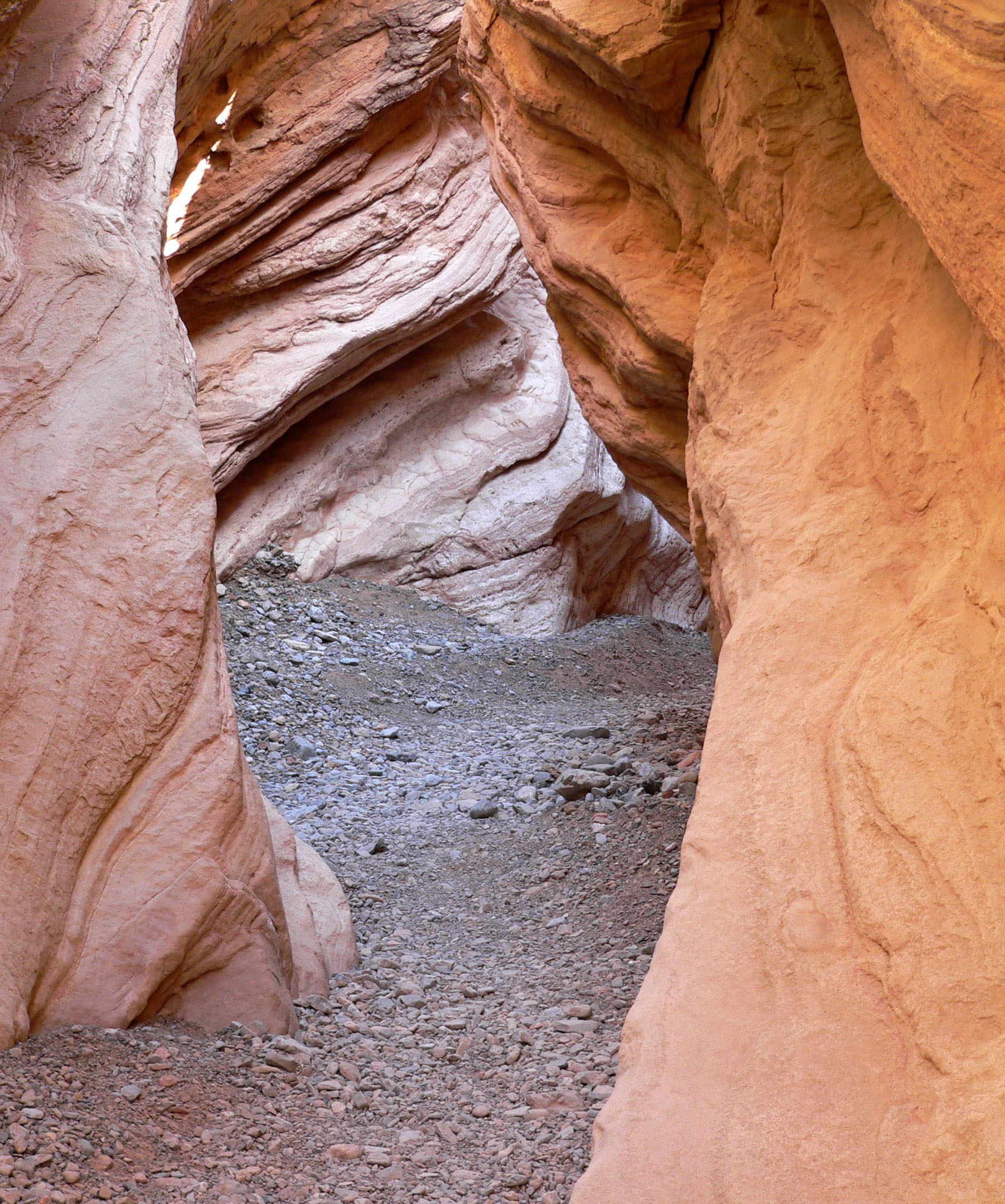
Una ruta de senderisme per Anniversary Narrows a l'Àrea Salvatge Muddy Mountains

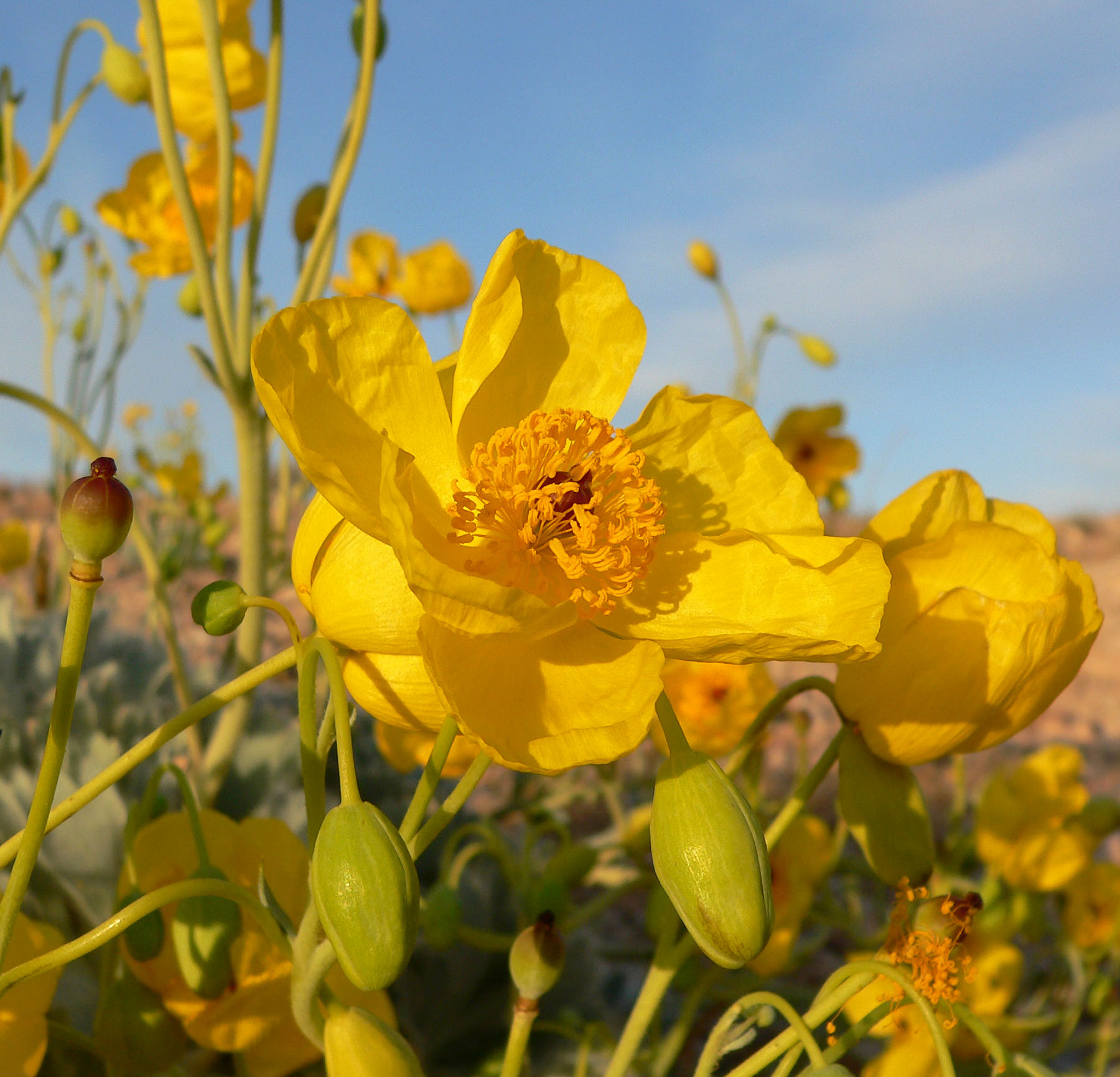
Un cascall d'os de Las Vegas (Arctomecon californica)

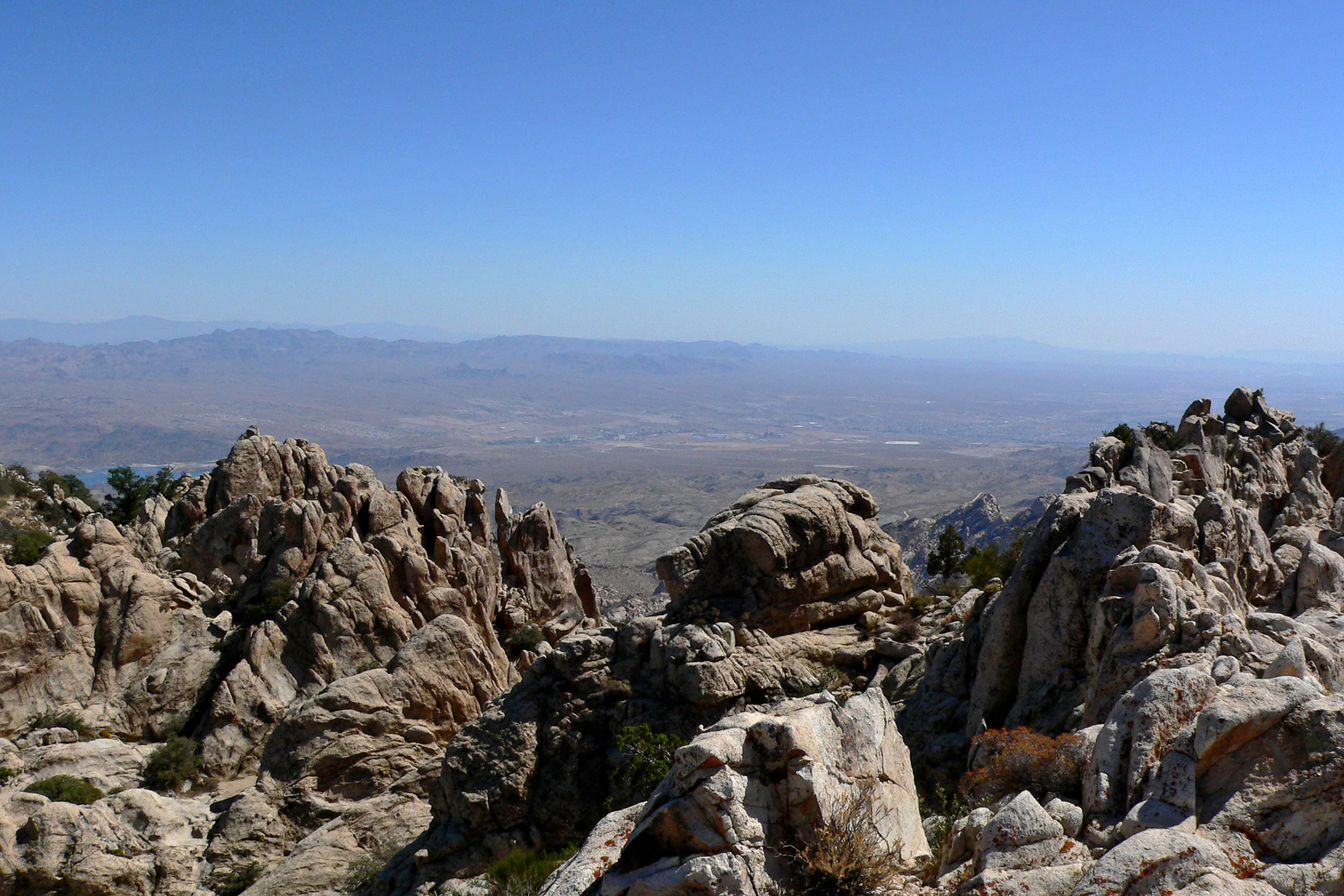
La vista cap al sud-est des del cim de la Spirit Mountain

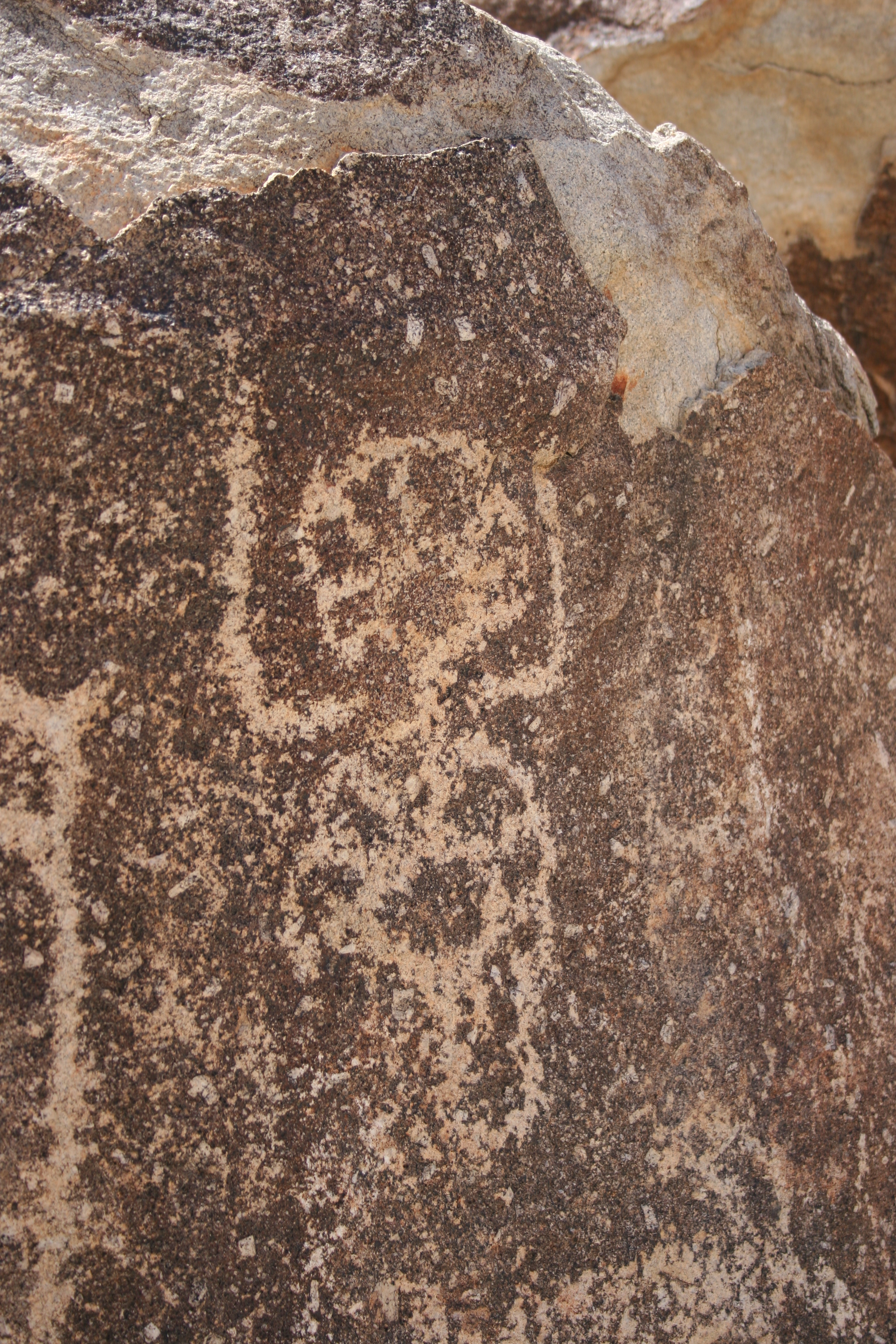
Un petròglif a Grapevine Canyon, inscrit en el Registre Nacional de Llocs Històrics, parcialment localitzat a l'Àrea Salvatge Bridge Canyon i parcialment a l'Àrea Salvatge Spirit Mountain

Hi ha nou àrees salvatges designades en virtut de la Llei d'Àrees Salvatges a l'Àrea Recreativa Nacional del Llac Mead establertes per la Llei per a la Conservació de Terres Públiques i Recursos Naturals del Comtat de Clark (Clark County Conservation of Public Land and Natural Resources Act) aprovada el 6 de novembre de 2002. D'acord amb la llei, aquestes zones remotes i sovint inaccessibles són "inalterades per l'home, on l'home mateix és un visitant que no hi roman." Com és el cas en tota àrea salvatge, no poden contenir cap empresa ni hi pot entrar cap dispositiu mecànic o motoritzat. Ofereixen una experiència singular per a la solitud i l'exploració del món natural.
| Nom             | Descripció | Gestió   | ha       | Mapa | Web                 |
| --------------- | --- | -------- | -------- | ---- | ------------------- |
| Black Canyon    | El costat oest del Black Canyon (Canyó Negre) té suaus turons formades pel flux i l'erosió de basalt, mentre que el costat oriental compta amb penya-segats volcànics tallats per profunds canyons. La regió està densament coberta de roques volcàniques i vernís del desert i molt escassament coberta per la vegetació. El mufló de les muntanyes Rocoses i la tortuga del desert són bastant comuns. Les fonts termals i fredes així com el riu Colorado proporcionen aigua per a la fauna.                              | NPS      | 6.968,7  |      |                     |
| Bridge Canyon   | Aquí les Newberry Mountains (1700 m) són un refugi fresc de la calor del desert circumdant. El Bridge Canyon (Canyó de Pont) ofereix una impressionant varietat de roques gegants de granit, canyons escarpats, fonts i coves. Pollancres i Vitis arizonica o l'anomenat canyon grape (raïm de canyó) creixen als torrents intermitents. La zona també compta amb exemples de petròglifs nadius sobtretot al Grapevine Canyon que està inscrit en el Registre Nacional de Llocs Històrics.                                   | NPS      | 3.141,2  |      |                     |
| Eldorado        | Les Eldorado Mountains (Muntanyes Eldorado) són un laberint de pics i canyons laterals amb penya-segats verticals que s'estenen fins a la riba del riu Colorado. Una gran part del terreny pintoresc i accidentat és d'origen volcànic. La vegetació és chaparral desèrtic que compta amb governadora i una varietat de cactus. L'aigua és escassa i les temperatures d'estiu poden superar 48 C. Linxs i pumes habiten la zona.                                                                                             | NPS, BLM | 12.929,7 |      |                     |
| Ireteba Peaks   | Aquí paisatges colorits, diversos accidents geogràfics i grans vistes donen a l'est cap al llac Mohave. Es destaca la llarga i estreta serralada dels Ireteba Peaks (Pics Ireteba) que s'eleven a 1.542 metres a l'extrem sud de les Eldorado Mountains. La vegetació és típica del desert de Mojave, tot i que el cactus os de peluix (Cylindropuntia bigelovii) és particularment abundant. Ireteba era guia mojave en l'expedició Whipple que va cartografiar la zona els anys 1850.                                      | NPS, BLM | 13.251,4 |      |                     |
| Jimbilnan       | A Jimbilnan s'alçen els cims del nord-est de les Black Mountains. Contrasten directament amb la superfície plana del llac Mead en la distància. Les dunes en aquesta àrea són un hàbitat de dues plantes molt rares: el fajol enganxós (Eriogonum viscidulum) i l'astràgal de tres pics (Astragalus geyeri var. triquetrus). L'estrany nom de l'àrea és una combinació de Jim, Bill i Nancy, els empleats del National Park Service que van realitzar la cartografia de la zona.                                             | NPS      | 7.640,1  |      |                     |
| Muddy Mountains | Les Muddy Mountains (Muntanyes Fangoses) s'eleven sobre pedra sorrenca vermella i magenta. L'aigua ha tallat una gorja de 200 metres de profunditat a Anniversary Narrows. Les roques conglomerades en canvi han format penya-segats marrons a Gale Hills. Les persones que han viscut en aquestes muntanyes durant milers d'anys han deixat art rupestre i altres artefactes per als futurs exploradors. | NPS, BLM | 19.464,2 |      | [ Enllaç no actiu ] |
| Nellis Wash     | La Nellis Wash (Rambla Nellis) es troba als contraforts orientals de les Newberry Mountains. La zona es compon principalment de cons de dejecció que s'estenen des de les muntanyes cap a l'est fins al llac Mohave. Aquí turons suaus estan separats per rambles amples que s'inclinen lleugerament. Es poden veure també restes històriques d'antiga activitat minera. | NPS      | 6.646,2  |      |                     |
| Pinto Valley    | La Pinto Valley (Vall Pinto) es troba a la riba nord del llac Mead. A la part sud de la zona, les Black Mountains compten amb cims alts d'origen volcànic que donen al llac Mead. A la part nord, crestes de carbonat compten amb afloraments de pedra sorrenca. Entre les dues regions, turons de guix proporcionen evidència d'antics llacs que ara són l'hàbitat de plantes rares tal com el cascall d'os de Las Vegas (Arctomecon californica).                                                                          | NPS      | 15.852,8 |      |                     |
| Spirit Mountain | Spirit Mountain (Muntanya Esperit) (1.719 m) és el cim més alt de les muntanyes Newberry. El pic i els canyons voltants són terrenys sagrats de la tribu iuma ja que creuen que la muntanya (que es diu Avikwame en iuma) va ser el lloc de naixement espiritual del seu poble. A mesura que la zona segueix sent sagrat per a la vida i la cultura dels iumes i altra gent nativa, els visitants han d'absentir de tocar els petroglifs o pujar les roques. El cim està inscrit en el Registre Nacional de Llocs Històrics. | NPS, BLM | 13.564,3 |      |                     |